# Ruta 33 (Bolivien)
Die Ruta 33 ist eine Nationalstraße im südamerikanischen Andenstaat Bolivien.

## Streckenführung
Die Straße hat eine Länge von 169 Kilometern und verläuft im Süden des Landes zwischen den bolivianischen Voranden-Ketten entlang der Flüsse Río Itaú und Río Grande de Tarija.
Die Ruta 33 verläuft von Nordosten nach Südwesten im zentralen und südlichen Teil des Departamento Tarija. Die Straße beginnt bei der Stadt Caraparí als Abzweig der Ruta 29 und führt zuerst in westlicher und dann in südwestlicher Richtung über die Ortschaften San Alberto und Arrozales zur Stadt Bermejo an der argentinischen Grenze, wo sie auf die nord-südlich verlaufende Ruta 1 trifft.
Nur die ersten 12 Kilometer der Ruta 33 bis San Alberto sind asphaltiert, der Rest besteht aus Schotter- und Erdpiste.

## Geschichte
Die Straße ist mit Ley 3062 vom 30. Mai 2005 zum Bestandteil des bolivianischen Nationalstraßennetzes Red Vial Fundamental erklärt worden.

## Streckenabschnitte im Departamento Tarija

### Provinz Gran Chaco
- km 000: Abzweig von der Ruta 29
- km 012: San Alberto
- km 049: Campo Largo
- km 076: Gutiérrez

### Provinz Aniceto Arce
- km 107: San Antonio
- km 148: Barredero
- km 157: Arrozales
- km 169: Bermejo